# Urk

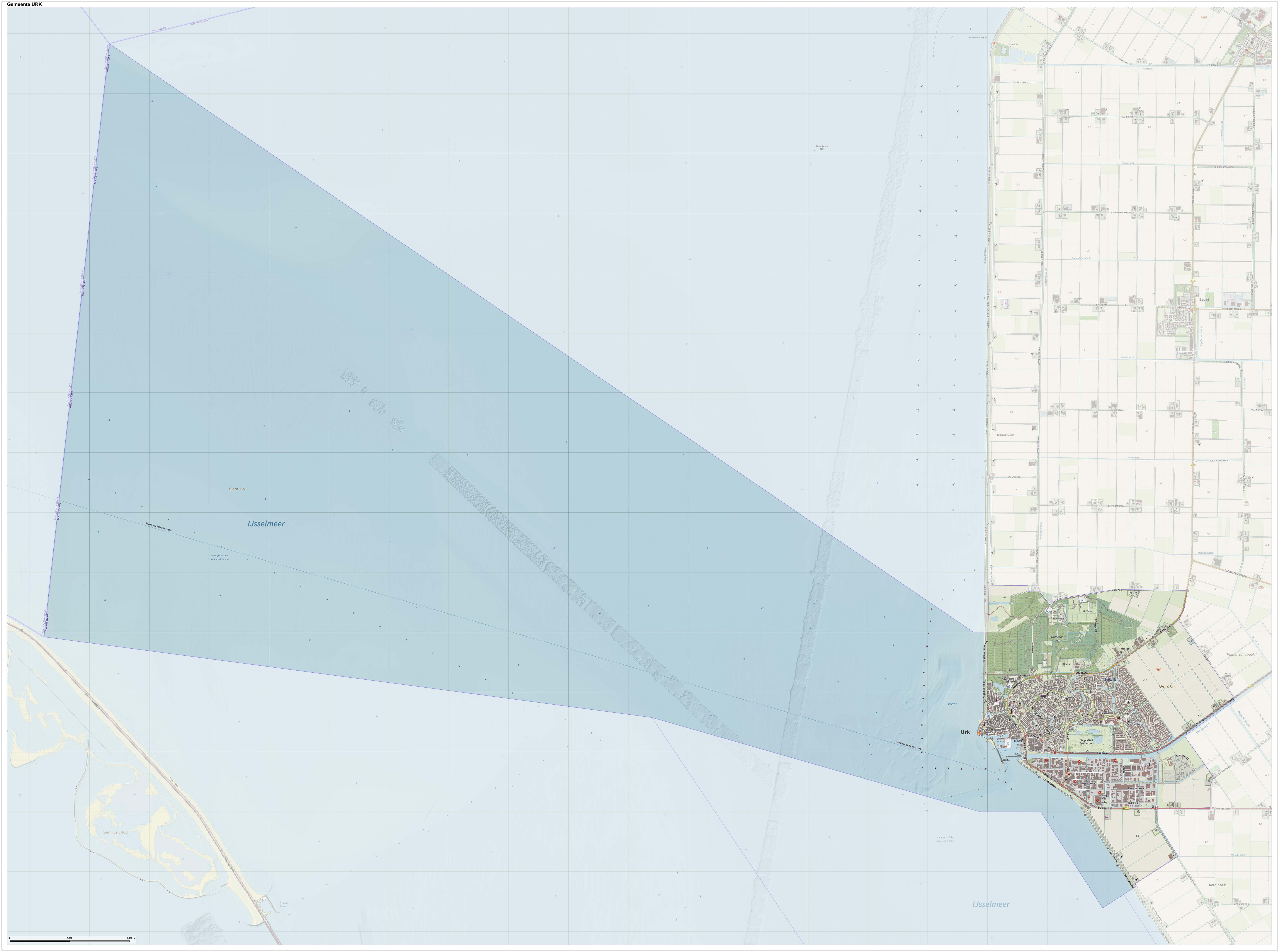
Topografische gemeentekaart van Urk, september 2023

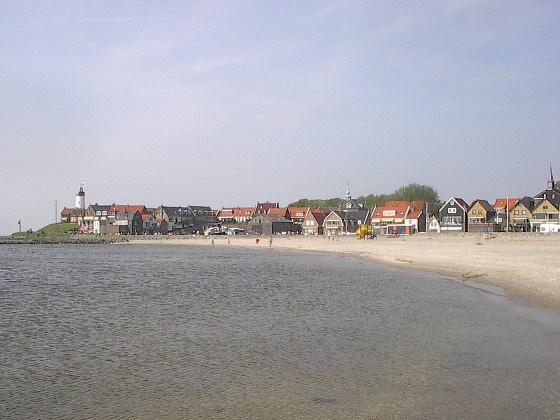
Urk

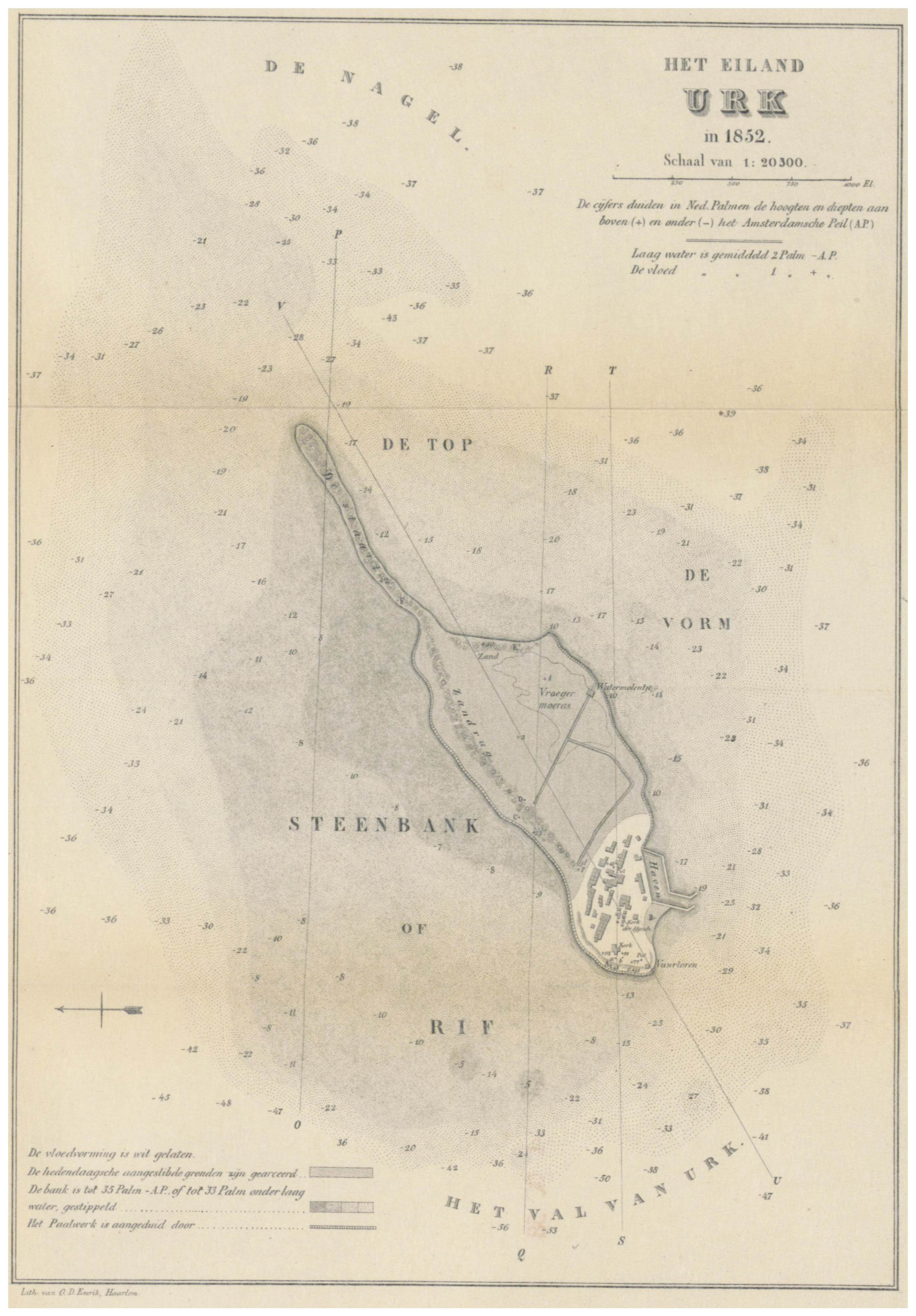
Urk in 1852

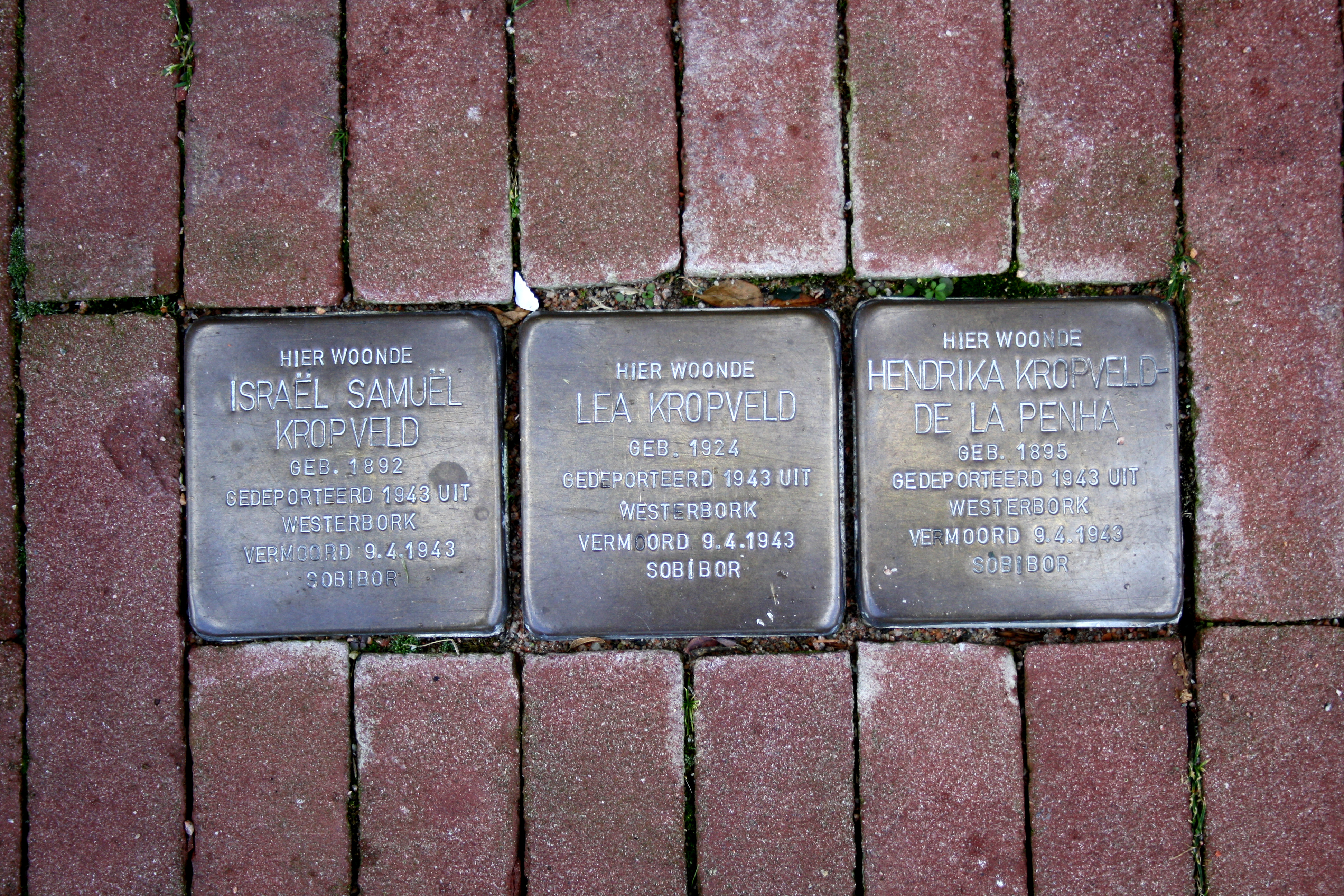
Stolpersteine voor het gezin Kropveld aan de Oranjestraat in Urk

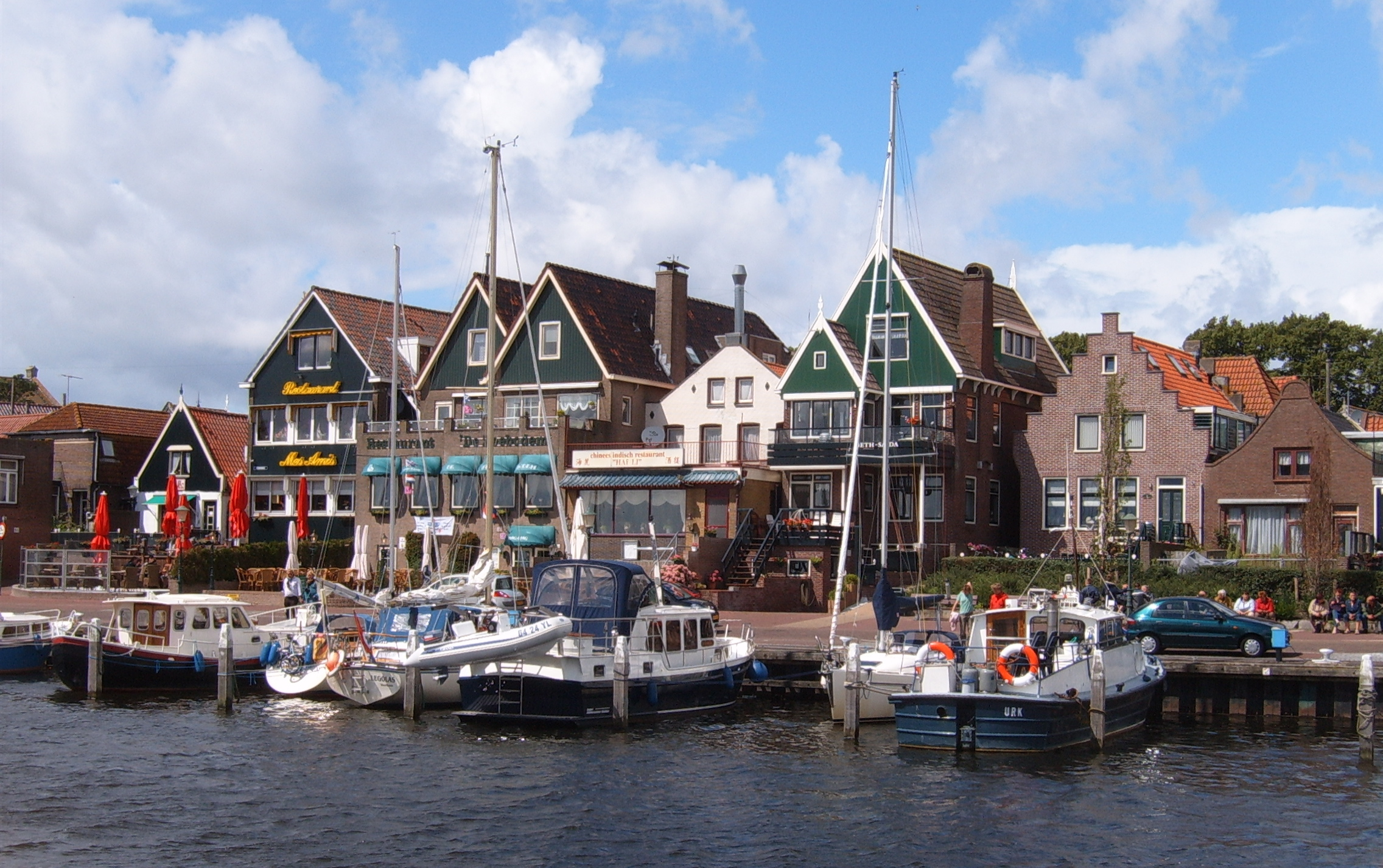
Haven van Urk

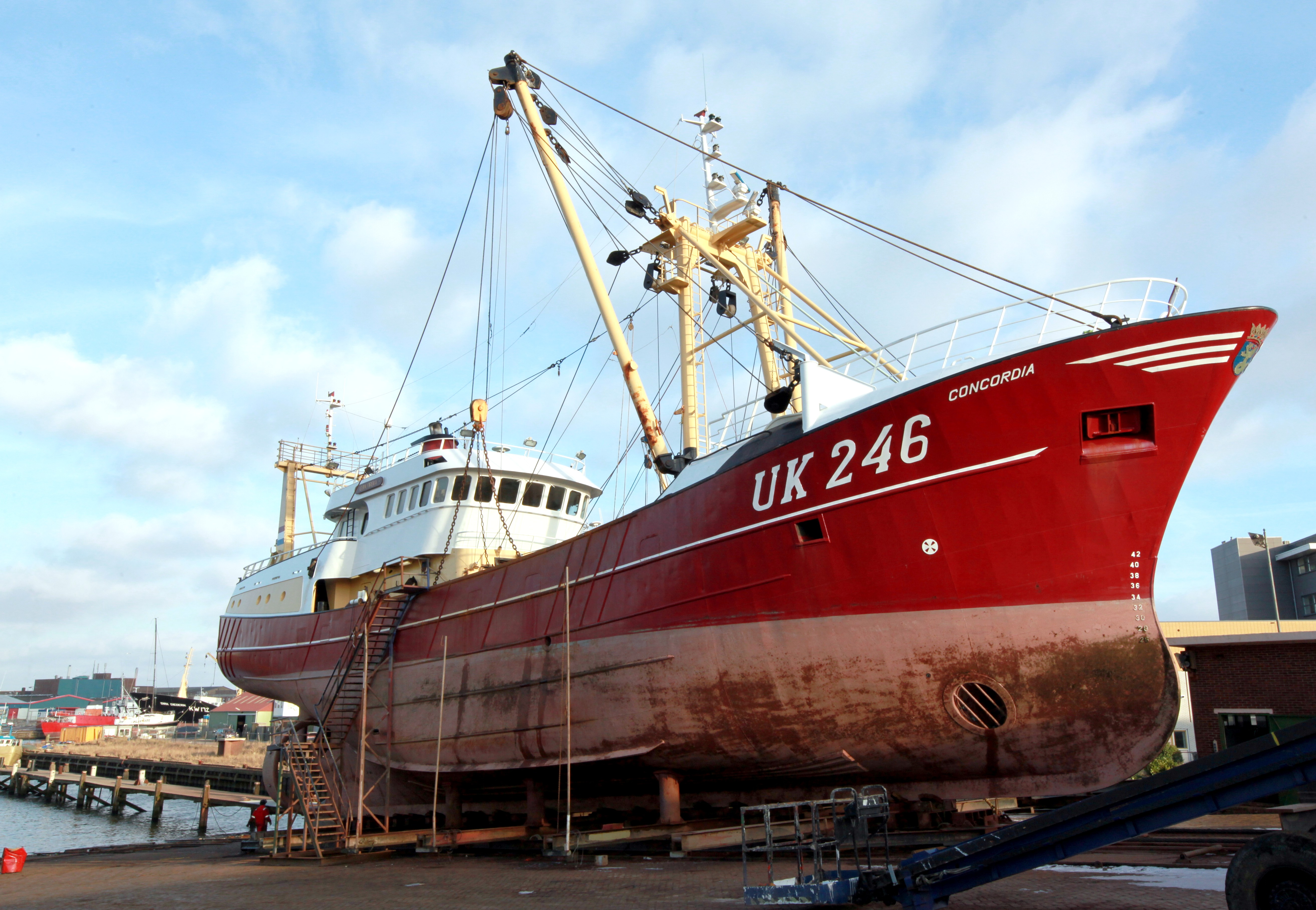
Een Urker boomkorkotter

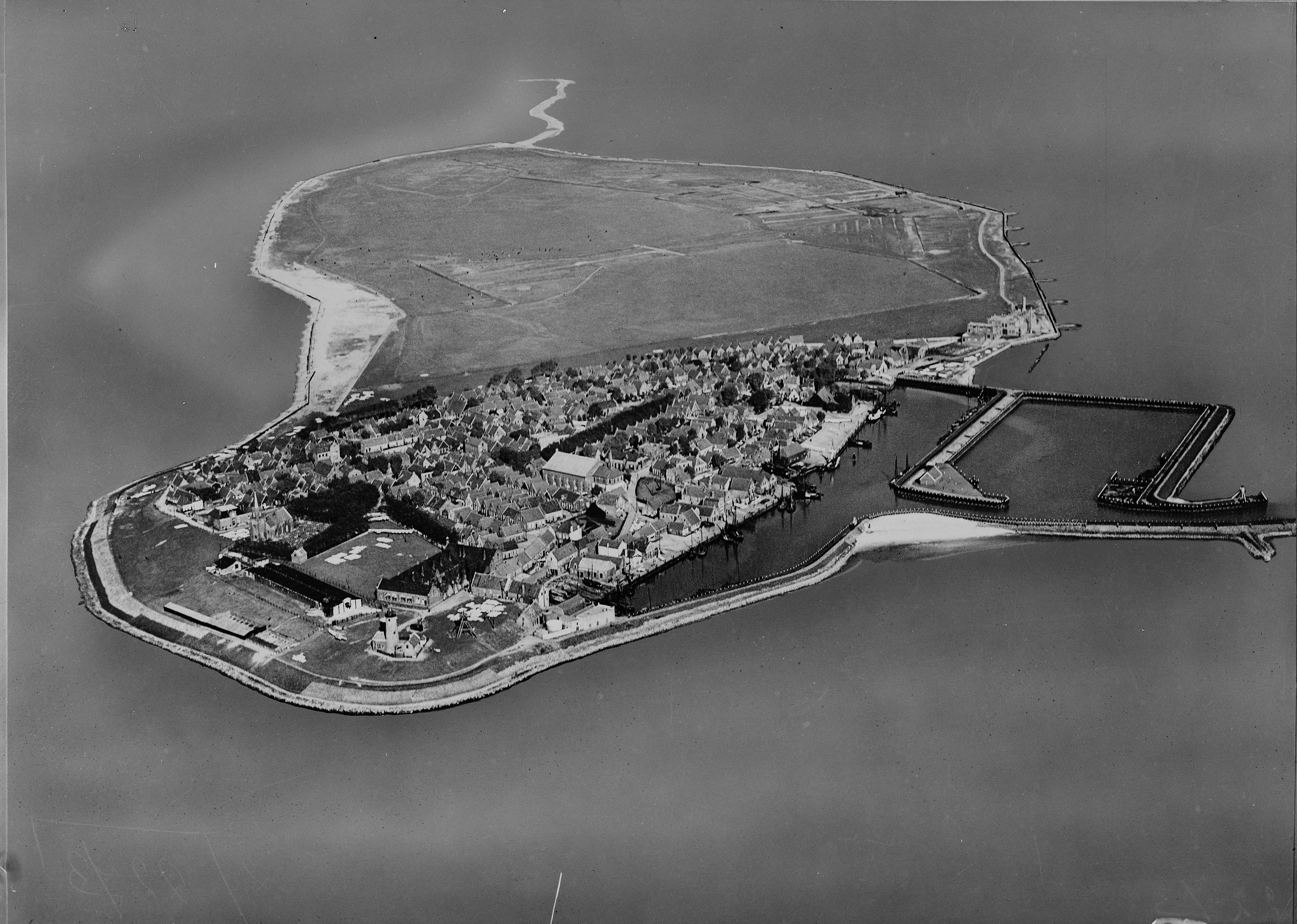
Luchtfoto van Urk van voor de inpoldering, 1920-1940. Nederlands Instituut voor Militaire Historie.

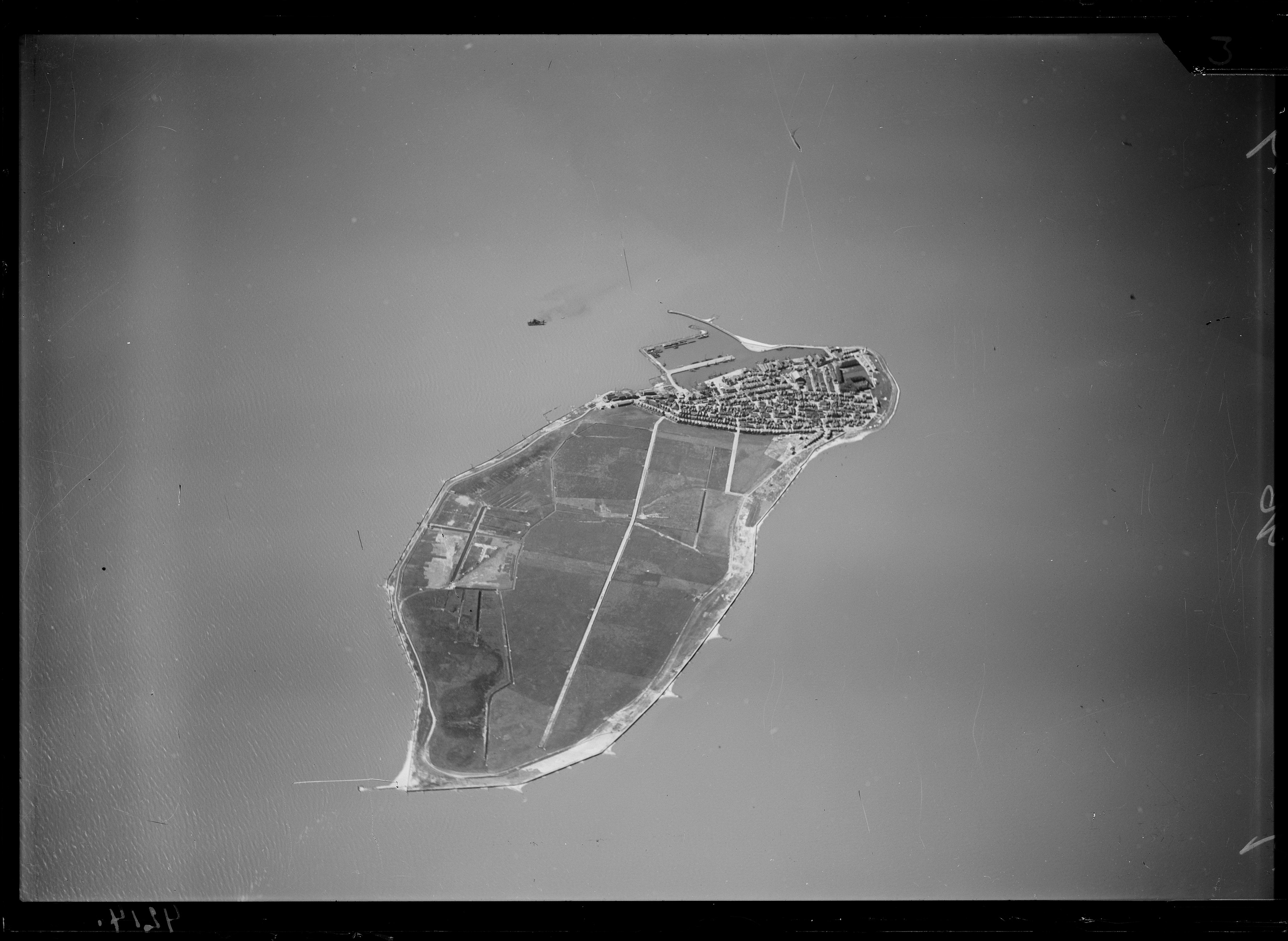
Luchtfoto van Urk van voor de inpoldering, 1920-1940. Nederlands Instituut voor Militaire Historie.

Urk (uitspraakⓘ) (Nedersaksisch: Urrek) is een gemeente in de provincie Flevoland in Nederland en was een eiland in de voormalige Zuiderzee. Met 21.958 inwoners (22 november 2024, bron: CBS) op een oppervlakte van circa 11,54 km² (en 98,36 km² water) is Urk qua oppervlakte de kleinste gemeente van deze provincie. Urk is tevens de gemeente met het laagste percentage inwoners met een migratieachtergrond, op 1 januari 2024 had 5,6% van de inwoners een migratieachtergrond. Tot het gereedkomen in 1939 van de dijk die Urk met Lemmer verbond, was Urk een eiland in het IJsselmeer, de voormalige (tot de afwerking van de Afsluitdijk in 1932) Zuiderzee. In 1942 werd de Noordoostpolder drooggemalen.
Urk kan worden omschreven als de meest kerkelijke gemeente van Nederland, 98% van de inwoners is lid van een kerkelijke gezindte en 94% van de inwoners gaat naar de kerk. Het is een zeer hechte gemeenschap met een eigen dialect, het Urkers, dat nog buitengewoon vitaal is en veel afwijkt van de andere dialecten uit de omgeving. Ook heeft Urk zijn eigen volkslied, dat wordt gezongen tijdens de jaarlijkse aubade op Koningsdag en overige officiële gelegenheden. Urk heeft verreweg de grootste vissersvloot en visverwerkende industrie van Nederland. De betekenis van de naam Urk is onbekend, maar er bestaan verschillende theorieën over.

## Geografie
Rond het IJsselmeer bevindt zich een boog van keileemopduikingen, die ontstaan zijn in het Pleistoceen: Texel, Wieringen, Gaasterland, Urk, het Land van Vollenhove. Ten zuiden van die boog heeft zich, als gevolg van smeltwater, een meer gevormd, het latere Almere. Ten noorden van de keileembult van Urk stroomde de Vecht in het Almere. Ten zuiden van Urk stroomde de IJssel met haar zijarmen. De keileembult van Urk reikt tot een hoogte van 9 meter boven NAP.
Door het warmer worden van het klimaat steeg de zeespiegel. Rond 1200 werd de Zuiderzee gevormd en werd Urk, net als Schokland, Marken en Wieringen, een eiland. Doordat er geen beschoeiing was werden in de loop van de tijd grote stukken van het eiland afgeslagen. De zuidwestzijde, die loodrecht uit zee oprees, noemde men het Hoge Klif. Rond 1700 is het eiland door de stad Amsterdam van een zeewering voorzien.

## Geschiedenis
In de 10e eeuw was er al sprake van een vaste bewoning, zoals blijkt uit een schenkingsakte van de Duitse keizer aan het Sint-Pantaleonsklooster te Keulen. In de 13e eeuw kwam Urk in handen van de graven van Holland en later van de burgemeester van Enkhuizen. Vanaf 1476 kwam de ambachtsheerlijkheid Urk aan het Utrechtse geslacht Zoudenbalch, achtereenvolgens van 1476 tot 1495 Evert Zoudenbalch (1424-1503), van 1495 tot 1530 Evert Zoudenbalch (1455-1530), van 1530 tot 1558 Johan Zoudenbalch (1503-1558), van 1558 tot 1567 Evert Zoudenbalch (1540-1567), van 1567 tot 1599 Gerrit Zoudenbalch (1541-1599). Hij werd opgevolgd door zijn zus Walravina Zoudenbalch (1538-1616) die van 1601 tot 1614 de laatste vrouwe van Urk en Emmeloord was uit dit geslacht.
Tussen 1614 en 1660 was deze heerlijkheid in bezit van het Antwerpse geslacht Van de Werve. In 1660 verkocht Johan van de Werve het eiland aan Amsterdam. Amsterdam verstevigde met deze aankoop zijn positie in de handel, omdat Urk het centrale punt in de Zuiderzee was, waar alle scheepvaartroutes langs liepen. In 1792 namen de Staten van Holland het eiland over. In 1824 werd Urk een Noord-Hollandse gemeente en tot 1950 bleef Urk bij de provincie Noord-Holland, daarna tot 1986 bij de provincie Overijssel. Vanaf 1 januari 1986 hoort de gemeente bij Flevoland. Hiermee is Urk de enige gemeente in Nederland die in drie provincies heeft gelegen.

### De aansluiting op het vasteland
De eerste aansluiting met het vasteland was telefonisch. In 1897 kwam een verbinding tot stand die vooral voor de haring- en ansjovishandel van groot belang was. In 1912 werd een tweede kabel gelegd. Deze was naar Kampen en kostte ruim 100.000 gulden. De kabel lag er voordat het postkantoor was verbouwd, waardoor hij niet direct gebruikt kon worden.
Urk werd in 1939 in het kader van de Zuiderzeewerken verbonden met een dijk voor de aanleg van de Noordoostpolder. Bij de opzet van die polder werd het dorp echter volledig buiten de planning gehouden. De Urker bevolking werd door de Nederlandse wetenschappers in de jaren voor de Tweede Wereldoorlog zelfs voor 'achterlijk' versleten, incapabel voor het werk op het land.
Met deze denkbeelden werd in de jaren dertig de nieuwe 'Urkerpolder' opgezet. Om het Urker probleem (het eiland was overbevolkt, kende veel ziekten en veel armen en de visserij werd als 'ten dode opgeschreven' beschouwd) op te lossen werd zelfs het voorstel gedaan om dan maar de helft van de bevolking en de toekomstige aanwas "uit te stooten" (verhuizen). Dit voorstel haalde het niet, maar het was duidelijk dat de Urkers niet werden opgenomen in de plannen: de polder werd hernoemd tot 'Noord-Oostelijke Polder' om de gedachte aan Urk zo veel mogelijk op de achtergrond te houden. Hoewel het eiland dus al in 1939 met het land verbonden was, kreeg het dorp pas in 1948 een wegverbinding. De bevolking van Urk werd ook niet in de bewoning betrokken, daar zij niet voldeed aan de "modelbevolking" die voor de polder moest worden aangetrokken. Zelfs de vraag van een Urker burgemeester aan ingenieur Sikke Smeding, die verantwoordelijk was voor de inrichting van de polder, of Urker studenten aan de landbouwschool in Meppel kans maakten op een boerderij in de polder, in reactie op de overbevolking van Urk, leverde slechts een enkele toewijzing van een boerderij op. De visserij liep door de Zuiderzeewerken grote schade op; met de komst van de Noordoostpolder verdwenen visgronden, (hetgeen zich in de beginjaren soms uitte in een vijandige houding tegen de nieuwe bewoners) en door het verlies van het IJsselmeer was de Urker vissersvloot gedwongen om zich te verplaatsen naar andere havens aan de Noordzee en Waddenzee.
Tijdens de Eerste Wereldoorlog werd er op Urk een interneringskamp voor buitenlandse officieren ingericht. Tot 1917 verbleven er enkele tientallen officieren, die afkomstig waren uit België, Frankrijk en het Verenigd Koninkrijk. Naast de officieren waren er ook Belgische soldaten geïnterneerd voor dienstverlenende functies. Vanwege de Nederlandse neutraliteitspolitiek moesten soldaten van vreemde mogendheden verre gehouden worden van oorlogshandelingen gericht tegen een van de strijdende partijen.
De Duitse bezetting liet ook Urk niet onberoerd. Als klein en tamelijk geïsoleerd vissersdorp had Urk tijdens de eerste oorlogsjaren geen permanente bezetting. De Noordoostpolder was nog niet drooggemalen, waardoor Urk nog steeds slecht bereikbaar was via het land. Razzia's hadden doorgaans dan ook weinig resultaat, omdat de Urkers de Duitse boten van ver aan zagen komen over het water. Een uitzondering was de 'Grote Razzia' van 18 november 1944, waarbij de Duitsers Urk via de polder naderden en in één keer tachtig mannen en jongens konden oppakken.
Urk was vanuit de lucht een makkelijk oriëntatiepunt voor geallieerde vliegers die aanvallen op Duitsland uitvoerden. In de loop van de oorlog werd het in de lucht boven Urk dan ook steeds drukker. Geallieerde vliegers die neerstortten boven de Noordoostpolder werden soms door Urkers verborgen. Een pilotenlijn liep van Urk via de bootdienst naar Enkhuizen. Gesneuvelde vliegers vonden een rustplaats op de begraafplaats van het Kerkje aan de Zee.
Vanaf 1944 kreeg Urk te maken met permanente bezetting door de Duitsers. Een NSB-burgemeester werd aangesteld. Naarmate de oorlog vorderde werd de voedselsituatie nijpender, maar echt honger leed men op Urk niet. Enkele kinderen uit het westen vonden zelfs onderdak bij Urker gezinnen, waar altijd wel wat vis op tafel stond.
De visserij had sterk te lijden onder de bezetting. In de loop van de oorlog vorderde de bezetter het grootste gedeelte van de Urker kottervloot en raakten veel Urkers hun broodwinning kwijt. Na de oorlog werden de meeste kotters verspreid over Europa teruggevonden en kon de Urker vloot opnieuw worden opgebouwd.
De bevrijding van Urk vond plaats op 17 april 1945, enkele weken voor de capitulatie. Op 20 april werden de eerste Canadezen op Urk warm onthaald. Enkele Urkers vonden tijdens de Duitse bezetting de dood. Onder hen één Joods gezin, de familie Kropveld. Hun namen zijn vereeuwigd op het oorlogsmonument bij het Kerkje aan de Zee.

### Na de oorlog
De bevolking van Urk verdubbelde in de eerste twintig jaar na de Tweede Wereldoorlog. De enorme bevolkingsdruk leidde in de jaren 50 mogelijk niet tot migratie omdat ook in andere delen van Nederland grote woningnood heerste. Om de druk wat te verlichten werd uiteindelijk besloten tot grenscorrecties met de in 1962 gevormde gemeente Noordoostpolder. De woningnood is echter gebleven en veel Urkers zijn daarom (onder andere) in het aangrenzende Tollebeek en Emmeloord gaan wonen.
In de jaren 60 keerde het economisch tij toen op Urk een visafslag werd geopend en een levendige visindustrie ontstond. De Urker visafslag was anno 2020 de grootste van Europa.

### De schedelkwestie
Sommige wetenschappers hebben lange tijd gedacht dat op Urk het "oer-Nederlandse ras" bewaard zou zijn gebleven. Dit leidde tot onderzoeken naar de schedelomvang van de bevolking in de jaren 30 (onder anderen door de rassen-eugeneticus H.Tj. Piebenga) en daarvoor tot de roof van schedels uit Urker graven in het kader van wetenschappelijk onderzoek (onder andere in 1877 door de Hilversumse arts Johannes Fredericus van Hengel, die met een wisseltruc drie schedels wist te ontvreemden en ze doorspeelde aan de Universiteit Utrecht).
Een zestal daarvan bleef nog tot begin 21e eeuw in het bezit van diverse Nederlandse universiteiten en de Duitse universiteit van Göttingen. Het hele schedelonderzoek leverde echter nauwelijks wetenschappelijke resultaten op. In 2005 werden deze feiten op Urk door onderzoek ontdekt en bekendgemaakt. De universiteiten weigerden echter de schedels terug te geven, wat bewoners in 2007 heeft aangezet tot het oprichten van het Comité Urker Schedels, om op die manier te proberen de schedels op het eiland terug te krijgen. In september 2009 stelde de ethische adviescommissie van de Nederlandse Museumvereniging het comité in het gelijk. Op 5 juni 2010 werden zes schedels in een ceremonie en kerkdienst teruggegeven.

### Recente geschiedenis
In 2008 voerden de Urkers een vergeefse strijd tegen de bouw van 48 windmolens aan de kust, dat hen het vrije uitzicht op zee zou benemen. Na de afsluiting van de Zuiderzee door de Afsluitdijk in 1932, was dit een nieuwe slag.
Op 1 januari 2019 werd de gemeente aan de noord- en zuidkant uitgebreid met delen van de gemeente Noordoostpolder om het uitbreiden van het Urkerbos aan de noordzijde en de aanleg van een bedrijventerrein ten zuiden van de plaats mogelijk te maken. Aangezien hierbij maar een klein aantal inwoners betrokken was werd Urk niet betrokken in de Gemeentelijke herindelingsverkiezingen van 2018.

## Economie
De belangrijke economische pijler van het dorp is de visserij. Van oudsher waren de Urkers aangewezen op de visserij en, in mindere mate, op de landbouw om in hun levensonderhoud te kunnen voorzien. Armoe was troef want de visserij was niet altijd succesvol. De visserij was ook gevaarlijk. Bij het vissersmonument staan de namen van alle verdronken vissers vermeld.
De kentering voor Urk kwam met de afsluiting van de Zuiderzee in 1932. De Afsluitdijk maakte voorgoed een einde aan de Zuiderzee en ook de dagen van het eiland Urk waren geteld. De zoute Zuiderzee werd een zoet IJsselmeer en volgens de deskundigen zou het met de visserij op Urk wel gauw zijn afgelopen. Het IJsselmeer bood immers te weinig ruimte om iedereen een plaats te bieden voor de uitoefening van visserij en de Noordzee zou eveneens onbereikbaar worden doordat Urk vrijwel midden in Nederland lag.
Die verwachting is niet uitgekomen. Het wordt wel 'het Wonder van Urk' genoemd. De Urkers gingen boomkorvisserij bedrijven op de Noordzee en er werden grotere kotters gebouwd. De visafslag van Urk groeide gestaag. Tot eind jaren 70 werd de vis nog veelal aangevoerd via de Urker haven. Na die tijd werden de kotters te groot om over het IJsselmeer naar de thuishaven te komen en werd de vis per vrachtwagen vanuit zeehavens als IJmuiden, Harlingen, Delfzijl en Lauwersoog aangevoerd om op Urk te worden verhandeld. Rond de visafslag groeide een enorme visverwerkende industrie.
De vangstbeperkingen begonnen in 1975. Door deze quota en de gestegen brandstofprijzen liep de winstgevendheid van de boomkorvisserij sterk terug.
Doordat de gemiddelde gezinsgrootte op Urk veel groter is dan het landelijk gemiddelde, lag in 2006 het gemiddelde gezinsinkomen 16% onder het landelijk gemiddelde. Daarmee was Urk in 2006 op papier de armste gemeente van Nederland. De werkloosheid ligt veel lager dan het landelijke gemiddelde. In december 2010 had 1% van de bevolking een WW-uitkering, tegenover 2,4% landelijk.
Urk is al jarenlang de gulste gemeente van Nederland. In 2008 werd per huishouden € 52,64 uitgegeven aan goede doelen. Dit in contrast met Amsterdam, waar de donaties per huishouden dat jaar bleven steken op € 0,59.

### Winkels en markten
De gemeente Urk telt vier winkelcentra:
- Oud Urk (voorheen genaamd: Wijk 2)
- Urkerhard
- De Hofstee
- Pyramideweg

Bij winkelcentrum Urkerhard is op zaterdagmorgen een warenmarkt. Op de zaterdag voor Pinksteren (Urkerdag) en op Koningsdag wordt er markt gehouden op het haventerrein.

## Demografie
De gemeente Urk heeft het hoogste geboortecijfer van Nederland. In 2022 werden 397 levendgeborenen geregistreerd in de gemeente, waarmee het geboortecijfer uitkwam op 18,3 levend geborenen per 1000 inwoners (tegen 9,5 voor het landelijk gemiddelde). Urk heeft met 32,2% het hoogste percentage jongeren tot 14 jaar en met 8% het laagste percentage 65-plussers. Samen met de eveneens grotendeels bevindelijk-gereformeerde gemeente Staphorst ligt het percentage van huishoudens met kinderen hier het hoogst. De gemeente Urk wijkt op economisch, religieus en demografisch gebied, alsmede wat betreft het gemiddelde inkomen, sterk af van de Nederlandse gemiddelden.
In 2023 telde Urk met 43,5 procent (relatief gezien) het hoogste percentage jongeren in Nederland en met 10,1% het laagste percentage ouderen. Net als elders in Nederland loopt het aantal geboortes in Urk echter terug. In 1988 werden er 384 kinderen geboren (het geboortecijfer was toen 30,3‰). Een vrouw kreeg in 1988 gemiddeld 3,9 kinderen. Ondanks de bevolkingsverdubbeling tussen 1988-2022 is het aantal geboortes vrijwel gelijk gebleven met 397 levendgeborenen in 2022. Het geboortecijfer is daardoor gedaald tot 18,3‰ (het hoogste van Nederland) en het vruchtbaarheidscijfer is gedaald tot 2,63 kinderen per vrouw. Urk is hiermee een van de weinige gemeenten in Nederland met een vruchtbaarheidscijfer dat hoger ligt dan het 'vervangingsniveau' van 2,1 kinderen per vrouw om de huidige generaties mannen en vrouwen volledig te vervangen. Desalniettemin wordt het verschil met het landelijke gemiddelde steeds kleiner (zie: tabel).
| Jaar | Urk  | Urk            | Nederland (totaal) | Nederland (totaal) | Verschil | Verschil       |
| ---- | ---- | -------------- | ------------------ | ------------------ | -------- | -------------- |
| Jaar | TVC  | Geboortecijfer | TVC                | Geboortecijfer     | TVC      | Geboortecijfer |
| 1988 | 3,90 | 30,8 ‰         | 1,55               | 12,6 ‰             | 2,35     | 18,2 ‰         |
| 1995 | 3,08 | 23,1 ‰         | 1,53               | 12,3 ‰             | 1,55     | 10,8 ‰         |
| 2000 | 3,30 | 23,9 ‰         | 1,72               | 13,0 ‰             | 1,58     | 10,9 ‰         |
| 2005 | 2,90 | 20,7 ‰         | 1,71               | 11,5 ‰             | 1,19     | 9,2 ‰          |
| 2010 | 3,31 | 23,0 ‰         | 1,80               | 11,1 ‰             | 1,51     | 11,9 ‰         |
| 2015 | 2,80 | 20,2 ‰         | 1,66               | 10,1 ‰             | 1,14     | 10,1 ‰         |
| 2022 | 2,63 | 18,3 ‰         | 1,49               | 9,5 ‰              | 1,14     | 8,8 ‰          |

### Bevolkingsgroei
Urk kent een zeer sterk groeiende bevolking, voornamelijk door de natuurlijke aanwas. Na de Tweede Wereldoorlog is de bevolking van Urk met een factor 4,7 toegenomen, terwijl de Nederlandse bevolking met factor 1,8 is toegenomen.
| Bevolkingsontwikkeling tussen 1795 en 2024 |
| ------------------------------------------ |
|                                            |
| Bron: Volkstellingen/CBS (per 1 januari).  |

### Religie
Volgens het CBS rekende 98,1% van de bevolking van de gemeente Urk zich in 2010-14 tot een kerkelijke gezindte of een levensbeschouwelijke groepering, terwijl 95,8% maandelijks religieuze diensten bezocht. De grootste religieuze groepering was gereformeerd (52,3%), gevolgd door PKN (20,8%) en hervormd (11%). Slechts 1,2% was katholiek, terwijl 12,9% een andere geloofsovertuiging had. 1,9% van de bevolking was niet-confessioneel (ter vergelijking: landelijk 47% in dezelfde periode).

## Sociale kwesties
Eeuwenlang isolement laat zo zijn sporen na, ook in de genen. Doordat de Urkers vrijwel alleen onderling trouwden, hebben de Urkers veel erfelijke eigenschappen met elkaar gemeen. Dat maakt de kans op bepaalde erfelijke aandoeningen groter. De ziekte van Van Buchem is een typisch Urker ziekte. Er zijn ongeveer 35 patiënten met deze ziekte bekend, allen met hun wortels op Urk.
Evenals andere vissersplaatsen – zoals Volendam en Spakenburg – heeft Urk een drank- en drugsprobleem onder een gedeelte van de jeugd.
Volgens een rapport van het Regionale Informatie en Expertise Centrum (RIEC) uit 2019 leidt de 'ons-kent-ons-cultuur' in Urk, gecombineerd met de internationale handel, tot ondermijnende criminaliteit, met name mensenhandel (werknemersuitbuiting, seksuele uitbuiting) en drugscriminaliteit (cocaïnehandel).

## Cultuur en recreatie

### Bezienswaardigheden

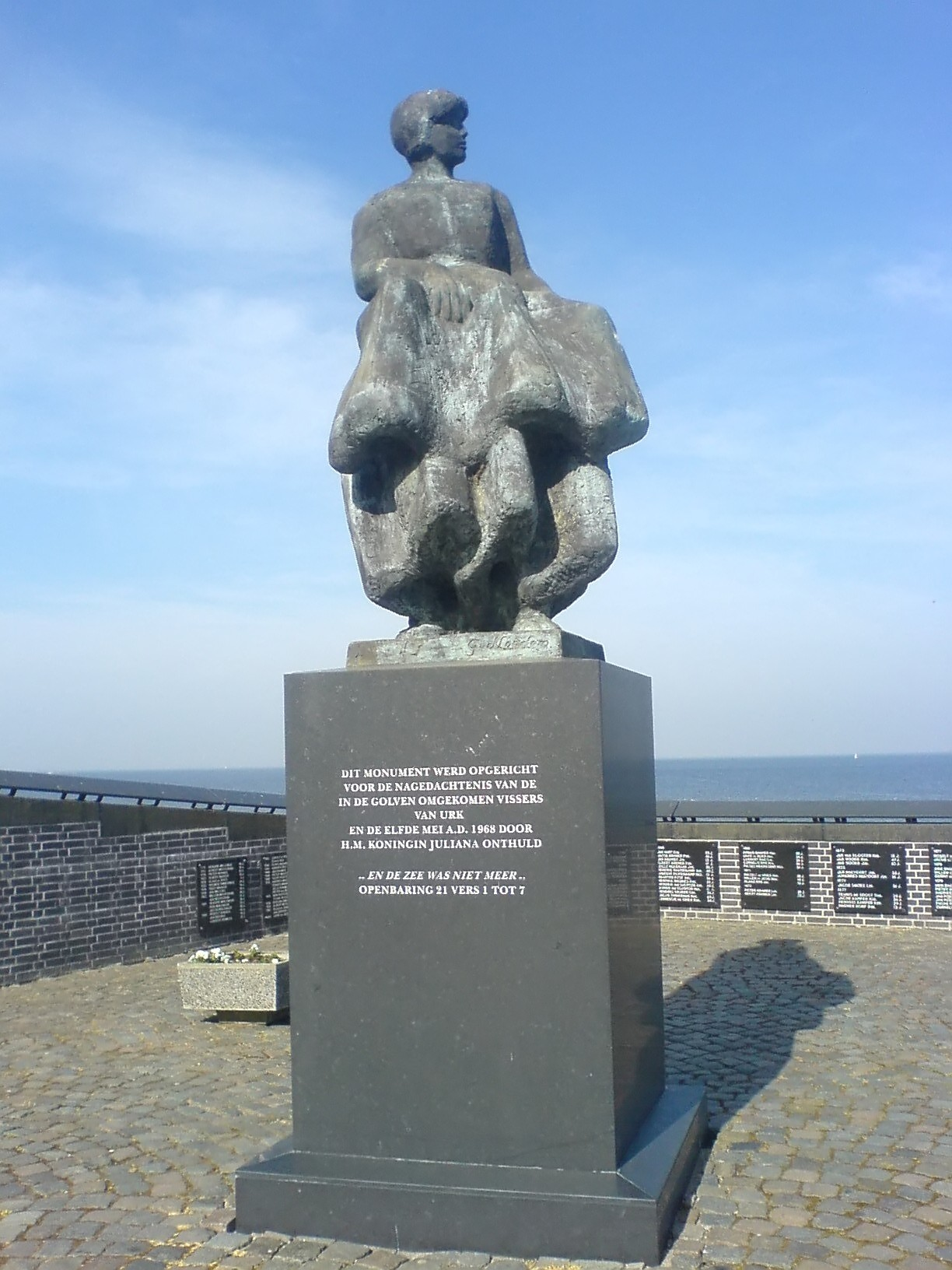
Urker vissersmonument

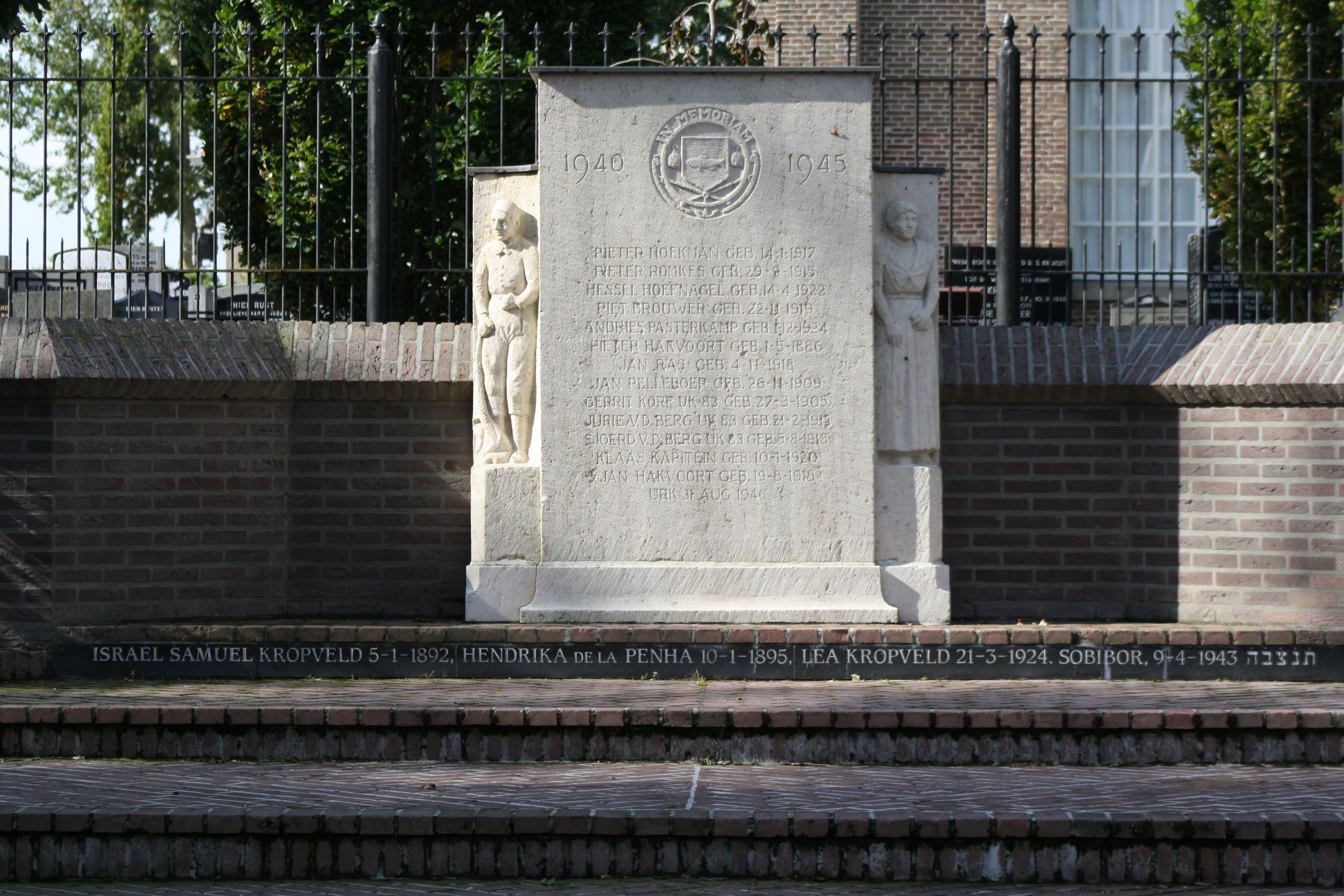
Oorlogsmonument

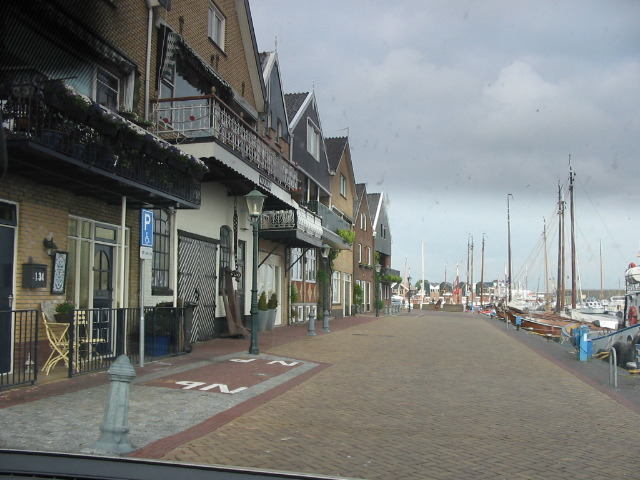
Kade van Urk

Gerestaureerde botterschuur met scheepswerf en botter

- De oude dorpskern is beschermd dorpsgezicht
- De omtrek van het voormalige eiland is sinds 2021 aangegeven door een paalscherm. Zo kan men een "rondje Urk" lopen en krijgt men op historische locaties uitleg van informatiepanelen.
- Vuurtoren
- Vissersmonument
- Urker oorlogsmonument
- Kerkje aan de Zee
- Bethelkerk
- Diverse Urker kerkorgels
- De IJsvlet
- Urker Museum 'Het Oude Raadhuis'
- IJsselmeervisafslag
- De levendige haven, met enkele nog in werking zijnde scheepswerven

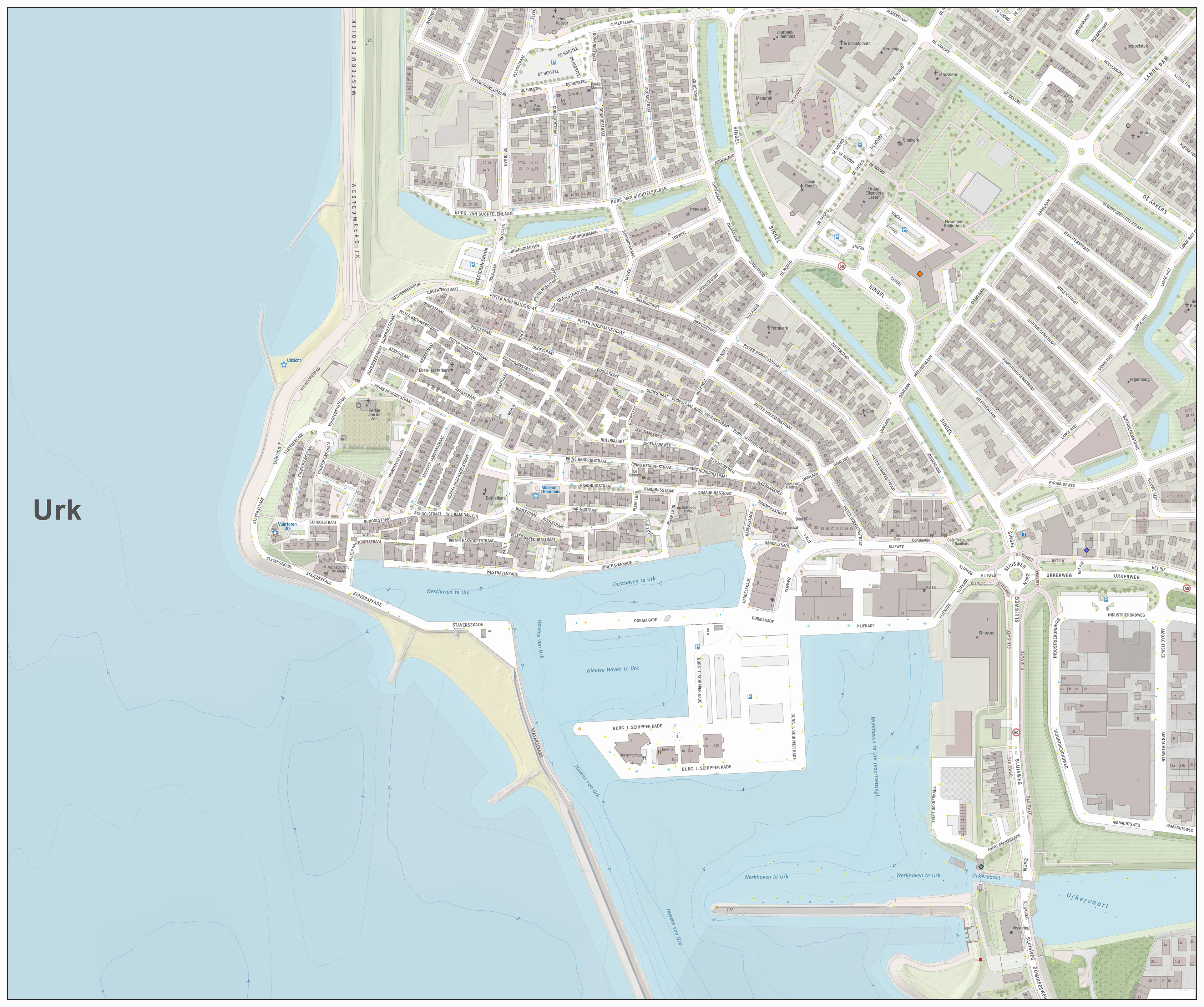
Kaart van het oude centrum van Urk

- De Botterschuur

### Monumenten
Zie ook:
- Lijst van rijksmonumenten op Urk
- Lijst van gemeentelijke monumenten op Urk
- Lijst van oorlogsmonumenten op Urk

### Kunst in de openbare ruimte
In de gemeente zijn diverse beelden, sculpturen en objecten geplaatst in de openbare ruimte, zie:
- Lijst van beelden in Urk

### Begraafplaatsen
- Kerkje aan de Zee
- Holkenkamp (ook begraafplaats de Top genoemd)
- De Vormt

### Urker koren
Naast de bekendheid door de visserij is Urk ook bekend geworden door de grote hoeveelheid zangkoren die het dorp rijk is. Jaarlijks worden verschillende evenementen georganiseerd waaraan de verschillende koren hun medewerking verlenen.
Enkele bekende Urker koren zijn:
- Het Urker Mannenkoor 'Hallelujah'
- Chr. Urker Visserskoor Crescendo
- Chr. Mannenkoor Soli Deo Gloria Urk
- Chr. Mannenkoor Eiland Urk

### Evenementen
- Januari - Oranje Concert, laatste zaterdag van januari in de Bethelkerk
- Februari - Biddag Concert, tweede woensdag van februari in de Rehobothkerk
- Mei - Zang op Hemelvaart, Urker koren zingen op Hemelvaartsdag
- Mei - Urkerdag, de zaterdag voor Pinksteren in en rondom de oude dorpskern
- Mei - Visserijdagen (even jaren), het weekend na Hemelvaartsdag op en rondom het haventerrein
- Mei t/m augustus - Windmolenloop
- Juni - Ansjooprace, jaarlijkse botter-zeilwedstrijd van Stichting Urker Botter
- Juli - Suydersee Triathlon, eerste zaterdag begin zomervakantie
- Juli/augustus - Zingen in de Zomer, elke middag op werkdagen in de zomervakantie in het Kerkje aan de Zee
- Juli/augustus - Zingen in de Zomer, elke woensdagavond in de zomervakantie in de Bethelkerk
- Augustus - Kunst op de Botermarkt, Urker kunstenaars werken en exposeren in het oude dorp
- September - Fish-Potato Run, tweede zaterdag van september
- September/oktober - Taartvluchten voor postduiven
- Oktober - Holland Fisheries Event (even jaren)
- November - Urk in Wintersferen, in en rondom de oude dorpskern
- December - Zingen in de Winter

### Sage van de Ommelebommelestien
Daar waar baby's in de Nederlandse volkscultuur voornamelijk door de ooievaar gebracht worden, moet de Urker vader volgens een bekende Urker sage een roeitocht maken naar de Ommelebommelestien (stien = steen) om de baby te kunnen ophalen. Deze steen ligt ongeveer dertig meter van de kust af in het IJsselmeer.
In een versie van de sage komt een ooievaar uit Egypte naar de steen om de baby's erin te leggen. Wanneer de baby op het punt staat om geboren te worden, moet de vader met de verloskundige naar Schokland roeien om de sleutel tot de steen te halen. Hierna moeten ze naar de Ommelebommelestien roeien om de baby te kunnen halen. Bij de steen aangekomen moest de vader zoeken naar de deur van de steen om binnen te komen. Dit was geen gemakkelijke taak aangezien de deur onder water was.
Zodra de deur werd gevonden, moest een kleine prijs voor de baby worden betaald. Traditioneel één Nederlandse gulden voor een meisje en twee voor een jongen. Wanneer een Urker man werd gevraagd of hij al naar Schokland was geweest, werd er eigenlijk gevraagd of hij al kinderen heeft.

### Kerkgenootschappen
| Religie in Urk (CBS, 2013) | Religie in Urk (CBS, 2013) | Religie in Urk (CBS, 2013) | Religie in Urk (CBS, 2013) | Religie in Urk (CBS, 2013) |
| -------------------------- | -------------------------- | -------------------------- | -------------------------- | -------------------------- |
|                            |                            |                            |                            |                            |
| Protestants                | Protestants                |                            | 96,0%                      | 96,0%                      |
| Rooms-katholiek            | Rooms-katholiek            |                            | 1,7%                       | 1,7%                       |
| Niet-religieus             | Niet-religieus             |                            | 2,3%                       | 2,3%                       |

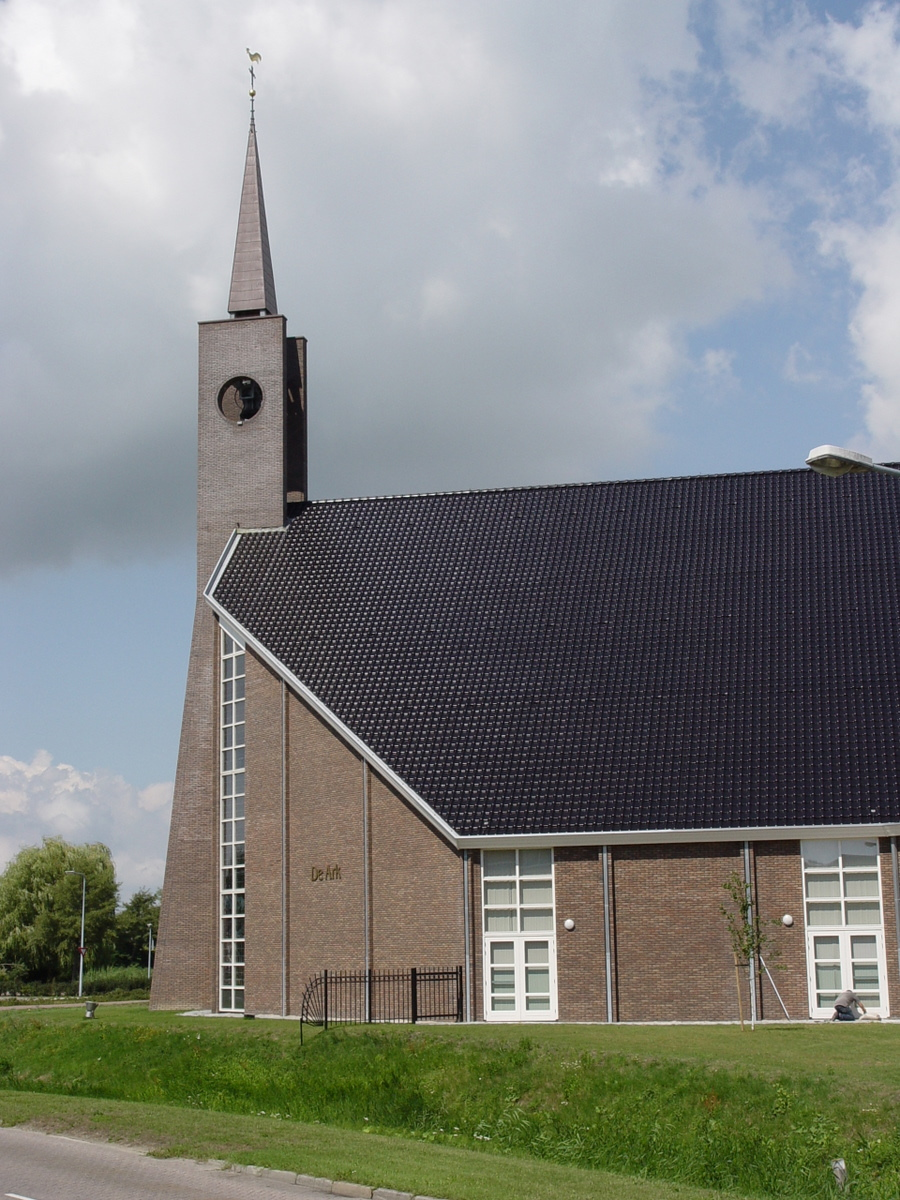
De Ark (Hervormd)

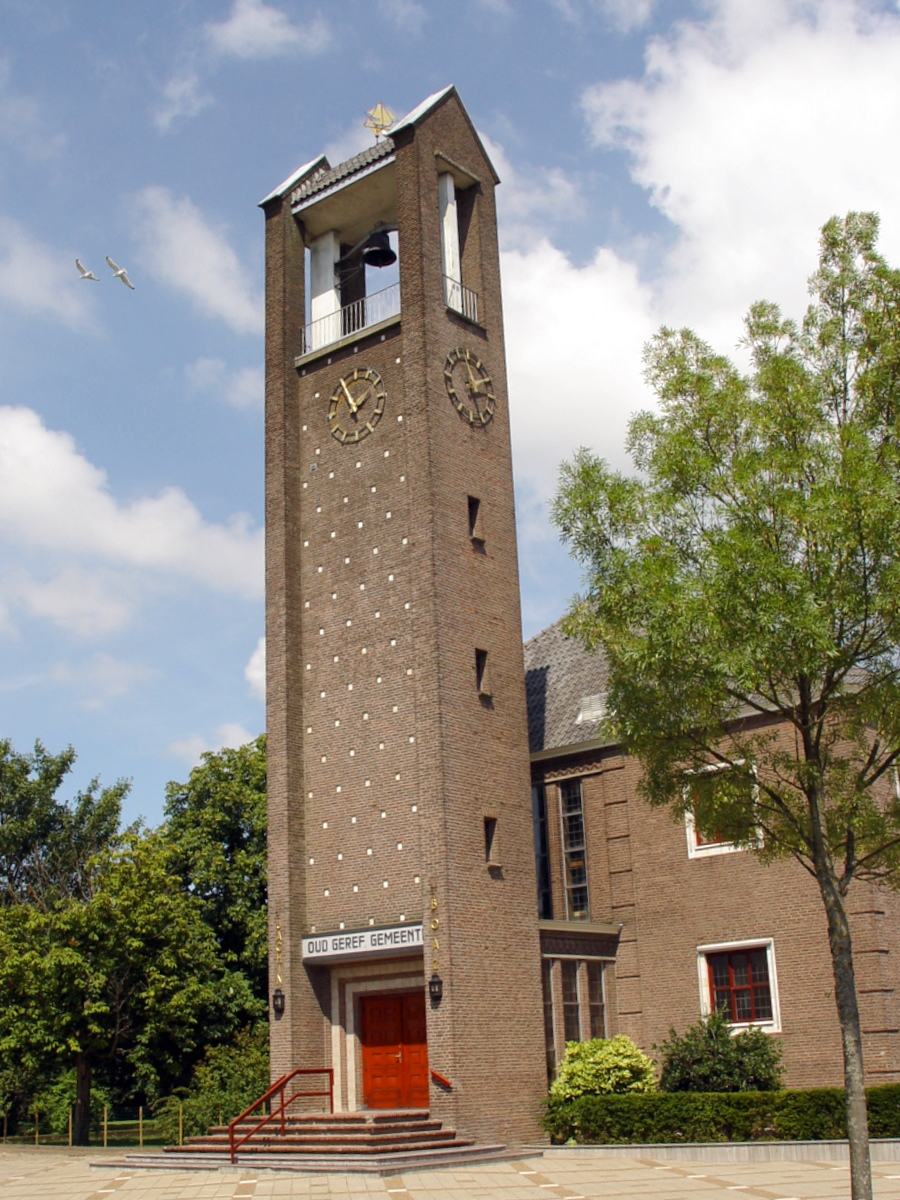
Oud Gereformeerde Gemeente

Vanouds was Urk een bolwerk van de Gereformeerde Kerk en de Anti-Revolutionaire Partij (in 1980 opgegaan in het CDA). Sinds de jaren 70 is met name de positie van de Christelijke Gereformeerde Kerk sterk gegroeid. De Christelijke Gereformeerde Kerk op Urk bestaat uit drie stromingen.
Hieronder volgt een opsomming van Urker kerkgenootschappen, allemaal van protestantse signatuur.
- Protestantse Kerk in Nederland:
  - Hervormde Gemeente 'De Bron'
  - Hervormde Gemeente Urk (twee kerkgebouwen: 'Kerkje aan de Zee' en 'De Ark')
  - Gereformeerde Kerk Urk (drie kerkgebouwen: 'Bethel', 'Petra' en 'De Poort')
- Gereformeerde Kerken vrijgemaakt 'Rehoboth' (in 2023 niet meegegaan met de fusie tot de Nederlandse Gereformeerde Kerken)
- Nederlandse Gereformeerde Kerk 'Jeruzalem'
- Christelijke Gereformeerde Kerk:
  - Maranatha (drie kerkgebouwen: 'Maranatha', 'De Schuilplaats' en 'Immanuel')
  - Eben-Haëzer (twee kerkgebouwen: 'Eben-Haëzer' en 'Pniël')
  - Ichthus (één kerkgebouw, de 'Ichthuskerk')
- Hersteld Hervormde Kerk
  - Hersteld Hervormde Gemeente 'Moria'
  - Hersteld Hervormde Gemeente 'Elim'
- Hervormd Gereformeerd Comité Urk (niet aangesloten bij een kerkgenootschap, voorgangers komen uit de Hersteld Hervormde Kerk)
- Gereformeerde Gemeente 'Sion'
- Vrije Gereformeerde Gemeente (Urk) (Kerkstraat 101, in de volksmond het Bossieskarkien)
- Gereformeerde Gemeente in Nederland 'Menorah'
- Oud Gereformeerde Gemeente in Nederland 'Jachin Boaz'
- Volle Evangelie Gemeente Urk 'Morgenster'
- Evangelische Gemeente 'De Belofte'
- Reformatorische Baptistengemeente Urk
- Leger des Heils (Bij Bosshardt) korps Kampen
- Vergadering van gelovigen[21]

De Oud Gereformeerde Jachin Boazkerk is met 1.650 zitplaatsen de grootste kerk op Urk. De Christelijke Gereformeerde Ichthuskerk is met 1.200 zitplaatsen de op één na grootste kerk op Urk. Hierna volgen de Hervormde 'Ark' (1.100 zitplaatsen) en de Gereformeerde Bethelkerk (1.052 zitplaatsen). Circa 98% van de bevolking van de gemeente Urk is aangesloten bij een kerkgenootschap.

### Sport
- Orca's Urk is een basketbalvereniging uit Urk. De club speelde in de periode 1983-1992 in de Eredivisie.
- SV Urk is de voetbalvereniging van Urk. De club speelt in de Derde divisie na kampioen te zijn geworden in de hoofdklasse B van de zaterdag in het seizoen 2021-2022.

## Politiek
Het orthodox-protestantse karakter van Urk is ook goed te merken aan de partijen die in de gemeenteraad zijn vertegenwoordigd. Alle partijen, met uitzondering van de plaatselijke PVV, hebben een christelijke grondslag.

### College van burgemeester en wethouders
Het college van burgemeester en wethouders bestaat naast de burgemeester en de gemeentesecretaris in de periode 2022–2026 uit wethouders van de SGP, CDA en de ChristenUnie.
Burgemeester:
- Bart Jaspers Faijer (ChristenUnie): Portefeuille; Algemeen bestuurlijke zaken, Bestuurlijke samenwerking, Openbare orde & veiligheid (incl. vergunningverlening), Integraal toezicht & handhaving, Dienstverlening, Communicatie.

Wethouders:
- Freek Brouwer (ChristenUnie): Portefeuille; Sociaal domein, Jeugd, Gezondheidszorg, Kunst & cultuur, Archief, Toerisme & recreatie, Sport & bewegen, Inkomen, minimabeleid & schuldhulpverlening, Zwembad;
- Willem Foppen (CDA): Portefeuille; Woningbouw (ruimtelijke ordening), Omgevingswet, Beheer openbare ruimte, Beheer gemeentelijke vastgoed, Mobiliteit & bereikbaarheid, Milieu & vergunningverlening, Duurzaamheid & afval, Haven;
- Nathanaël Middelkoop (SGP): Portefeuille; Financiën, Economie (visserij), Gebiedsontwikkeling (ruimtelijke ontwikkeling), Grondbeleid, Onderwijs, Arbeidsmarktbeleid.

Gemeentesecretaris:
- Carla Swart: De gemeentesecretaris is 1e adviseur van het college van burgemeester en wethouders. Als algemeen directeur is zij ook hoofd van de ambtelijke organisatie. Zij is de schakel tussen het dagelijks bestuur van de gemeente en de ambtenaren.

### Gemeenteraadsverkiezingen
Uitslagenoverzicht van de gemeenteraadsverkiezingen op Urk sinds 1994:
| Partij                                    | Stemmen in procenten | Stemmen in procenten | Stemmen in procenten | Stemmen in procenten | Stemmen in procenten | Stemmen in procenten | Stemmen in procenten | Stemmen in procenten | Zetels in de raad | Zetels in de raad | Zetels in de raad | Zetels in de raad | Zetels in de raad | Zetels in de raad | Zetels in de raad | Zetels in de raad |
| Verkiezingsjaar                           | 1994                 | 1998                 | 2002                 | 2006                 | 2010                 | 2014                 | 2018                 | 2022                 | 1994              | 1998              | 2002              | 2006              | 2010              | 2014              | 2018              | 2022              |
| ----------------------------------------- | -------------------- | -------------------- | -------------------- | -------------------- | -------------------- | -------------------- | -------------------- | -------------------- | ----------------- | ----------------- | ----------------- | ----------------- | ----------------- | ----------------- | ----------------- | ----------------- |
| Staatkundig Gereformeerde Partij (SGP)    | 29,2                 | 23,5                 | 29,2                 | 30,4                 | 20,5                 | 25,5                 | 17,1                 | 28,9                 | 5                 | 4                 | 5                 | 5                 | 3                 | (3)               | 3                 | 6                 |
| Hart voor Urk (HvU)                       | -                    | -                    | -                    | -                    | 21,9                 | 17,1                 | 19,7                 | 15,4                 | -                 | -                 | -                 | -                 | 4                 | 3                 | 4                 | 3                 |
| Christen-Democratisch Appèl (CDA)         | 25,7                 | 25,1                 | 27,1                 | 20,3                 | 21,6                 | 19,2                 | 20,3                 | 15,3                 | 4                 | 4                 | 5                 | 4                 | 4                 | 3                 | 4                 | 3                 |
| ChristenUnie (CU)                         | (20,0)               | (28,9)               | 28,3                 | 36,2                 | 26,3                 | 24,2                 | 22,2                 | 13,1                 | (3)               | (5)               | 5                 | 6                 | 4                 | 4                 | 5                 | 3                 |
| (Unie) Gemeentebelangen (GB)              | (14,5)               | (16,2)               | 11,8                 | 13,1                 | 9,7                  | 8,6                  | 8,8                  | 9,9                  | (2)               | (3)               | 2                 | 2                 | 2                 | 2                 | 2                 | 2                 |
| Krachtig Urk (KU)                         | -                    | -                    | -                    | -                    | -                    | -                    | -                    | 6,5                  | -                 | -                 | -                 | -                 | -                 | -                 | -                 | 1                 |
| Partij voor de Vrijheid (PVV)             | -                    | -                    | -                    | -                    | -                    | -                    | 8,1                  | 6,0                  | -                 | -                 | -                 | -                 | -                 | -                 | 1                 | 1                 |
| Forum voor Democratie (FvD)               | -                    | -                    | -                    | -                    | -                    | -                    | -                    | 2,8                  | -                 | -                 | -                 | -                 | -                 | -                 | -                 | -                 |
| Jezus Leeft (JL)                          | -                    | -                    | -                    | -                    | -                    | -                    | -                    | 2,0                  | -                 | -                 | -                 | -                 | -                 | -                 | -                 | -                 |
| Urker Gereformeerde Partij (UGP)          | -                    | -                    | -                    | -                    | -                    | -                    | 3,8                  | -                    | -                 | -                 | -                 | -                 | -                 | (2)               | -                 | -                 |
| Urker Volkspartij (UVP)                   | 6,6                  | 6,3                  | 3,6                  | -                    | -                    | -                    | -                    | -                    | 1                 | 1                 | -                 | -                 | -                 | -                 | -                 | -                 |
| Reformatorische Politieke Federatie (RPF) | 14,7                 | 17,8                 | -                    | -                    | -                    | -                    | -                    | -                    | 2                 | 3                 | -                 | -                 | -                 | -                 | -                 | -                 |
| Gemeentebelangen Urk (GB)                 | 8,7                  | 11,4                 | -                    | -                    | -                    | -                    | -                    | -                    | 1                 | 2                 | -                 | -                 | -                 | -                 | -                 | -                 |
| Gereformeerd Politiek Verbond (GPV)       | 5,3                  | 11,1                 | -                    | -                    | -                    | -                    | -                    | -                    | 1                 | 2                 | -                 | -                 | -                 | -                 | -                 | -                 |
| Christelijk Historisch 1985 (CH'85)       | 5,8                  | 4,8                  | -                    | -                    | -                    | -                    | -                    | -                    | 1                 | 1                 | -                 | -                 | -                 | -                 | -                 | -                 |
| Totaal                                    | 86,4                 | 88,1                 | 87,2                 | 81,6                 | 74,1                 | 80,5                 | 77,0                 | 75,2                 | 15                | 17                | 17                | 17                | 17                | 17                | 19                | 19                |

Raadsgriffier: K.R. Verhoeff
- 2002: RPF & GPV → ChristenUnie
- 2002: Gemeentebelangen Urk & CH'85 → Unie Gemeentebelangen
- 2016: Fractie Hakvoort-Woord → Urker Gereformeerde Partij
- 2017: Unie Gemeentebelangen → Gemeentebelangen
- 2021: Urker Gereformeerde Partij → Krachtig Urk
- vet gearceerd: coalitiepartijen

Bij de installatie van de nieuwe raadsleden na de gemeenteraadsverkiezingen van 2014 kozen alle raadsleden voor de eed. Urk is hiermee de enige gemeente waar dit gebeurde.
In de gemeenteraadsverkiezingen van 2018 werd de PVV met één zetel in de gemeenteraad gekozen. Ten onrechte werd daarbij gesteld dat het de eerste landelijke partij zonder christelijke achtergrond was die een zetel heeft gewonnen in Urk. In 1970 had Binding Rechts, een landelijke afsplitsing van de Boerenpartij, echter ook al twee zetels gehad in de Urker gemeenteraad.

### Tweede Kamerverkiezingen
Uitslagenoverzicht van de Tweede Kamerverkiezingen op Urk sinds 1994:
| Tweede Kamerverkiezingen | Tweede Kamerverkiezingen | Tweede Kamerverkiezingen | Tweede Kamerverkiezingen | Tweede Kamerverkiezingen | Tweede Kamerverkiezingen | Tweede Kamerverkiezingen | Tweede Kamerverkiezingen | Tweede Kamerverkiezingen | Tweede Kamerverkiezingen |
| ------------------------ | ------------------------ | ------------------------ | ------------------------ | ------------------------ | ------------------------ | ------------------------ | ------------------------ | ------------------------ | ------------------------ |
| Partij                   | % 1994                   | % 1998                   | % 2002                   | % 2003                   | % 2006                   | % 2010                   | % 2012                   | % 2017                   | % 2021                   |
| SGP                      | 35,3                     | 33,9                     | 35,6                     | 33,4                     | 34,3                     | 39,1                     | 51,3                     | 56,1                     | 54,4                     |
| CDA                      | 32,4                     | 27,5                     | 33,3                     | 45,4                     | 37,6                     | 26,0                     | 12,7                     | 14,2                     | 7,8                      |
| ChristenUnie             | (26,9)                   | (32,5)                   | 23,5                     | 16,8                     | 21,9                     | 18,9                     | 18,0                     | 11,6                     | 8,1                      |
| PVV                      | -                        | -                        | -                        | -                        | 2,5                      | 10,9                     | 8,8                      | 11,0                     | 13,8                     |
| VVD                      | 2,1                      | 2,8                      | 0,7                      | 1,1                      | 1,2                      | 2,5                      | 6,3                      | 1,8                      | 1,7                      |
| FVD                      | -                        | -                        | -                        | -                        | -                        | -                        | -                        | 1,7                      | 9,5                      |
| SP                       | 0,0                      | 0,3                      | 0,4                      | 0,4                      | 1,0                      | 0,8                      | 0,8                      | 0,7                      | 0,2                      |
| D66                      | 0,4                      | 0,3                      | 0,3                      | 0,2                      | 0,1                      | 0,3                      | 0,2                      | 0,5                      | 0,5                      |
| 50PLUS                   | -                        | -                        | -                        | -                        | -                        | -                        | 0,2                      | 0,5                      | -                        |
| PvdA                     | 0,7                      | 1,3                      | 0,4                      | 0,7                      | 0,9                      | 0,6                      | 1,0                      | 0,2                      | 0,2                      |
| PvdD                     | -                        | -                        | -                        | -                        | 0,1                      | 0,1                      | 0,2                      | 0,2                      | 0,3                      |
| GroenLinks               | 0,1                      | 0,4                      | 0,1                      | 0,1                      | 0,1                      | 0,2                      | 0,1                      | 0,2                      | 0,2                      |
| DENK                     | -                        | -                        | -                        | -                        | -                        | -                        | -                        | 0,1                      | 0,2                      |
| LPF                      | -                        | -                        | 5,5                      | 1,7                      | 0,0                      | -                        | -                        | -                        | -                        |
| RPF                      | 20,4                     | 23,4                     | -                        | -                        | -                        | -                        | -                        | -                        | -                        |
| GPV                      | 6,5                      | 9,1                      | -                        | -                        | -                        | -                        | -                        | -                        | -                        |
| CD                       | 0,9                      | 0,6                      | -                        | -                        | -                        | -                        | -                        | -                        | -                        |
| AOV-Unie 55+             | 0,8                      | 0,0                      | -                        | -                        | -                        | -                        | -                        | -                        | -                        |
| Opkomst                  | 85,4                     | 84,1                     | 88,2                     | 91,3                     | 88,6                     | 79,9                     | 82,7                     | 89,8                     | 91,3                     |

### Referendum Europese grondwet
Bij het Nederlands referendum over het Verdrag tot vaststelling van een Grondwet voor Europa op 1 juni 2005 stemde 91,6% van de Urkers tegen instemming door Nederland met dat verdrag, het hoogste percentage van alle gemeenten in Nederland. Het visserijbeleid van de Europese Unie van de voorgaande jaren en het ontbreken van een verwijzing naar het christendom in de grondwet leken de belangrijkste redenen voor deze uitslag.

### Fraude bij visafslag
In 2005 stelden de FIOD en de AID van het Ministerie van Landbouw, Natuur en Voedselkwaliteit een onderzoek in naar vermeende fraude op de visafslag van Urk. De toenmalige burgemeester Dick Schutte, tevens voorzitter van de visafslag, werd ervan verdacht bestuursleden op de hoogte te hebben gebracht van ophanden zijnde invallen. Op 21 november werd Schutte veroordeeld tot € 500,00 boete, kort daarna moest hij van de minister opstappen.
Verschillende rederijen, bedrijven en medewerkers zijn op 10 oktober 2007 door de Rechtbank Zwolle/Lelystad, voor de gelegenheid op nevenlocatie in Leeuwarden, veroordeeld tot taakstraffen en geldboetes.

## Verkeer en vervoer
| Gemeentegrenzen Wijkgrenzen Buurtgrenzen Autosnelweg Secundaire weg Spoorweg |  |  | ██ Geselecteerde gemeente ██ Bebouwd gebied ██ Bos of park ██ Binnenwater, rivier of kanaal |

Urk en omgeving

- Urk is bereikbaar vanaf de A6 via de N352 (aansluiting 13) en vanaf Emmeloord via de N351.
- Urk is per bus te bereiken met lijn 141: Kampen - Kampereiland - Ramspol - Ens - Emmeloord - Tollebeek - Urk. Op schooldagen rijdt ook scholierenlijn 641 van/naar Zwolle en scholierenlijn 681 van/naar Kampen. Van maandag tot en met vrijdag overdag rijdt daarnaast snelRRReis lijn 215 naar Kampen en snelRRReis lijn 218 naar Lelystad. Lijn 141 rijdt op zondag niet tussen Emmeloord en Urk. Daarmee is Urk de grootste plaats in Nederland die op zondag geen openbaar vervoer heeft.[27] De dichtstbijzijnde treinstations zijn in Lelystad en Dronten, waarbij Dronten 25 kilometer van Urk verwijderd ligt en Lelystad, dat beschikt over een intercityverbinding, 30 kilometer.
- Toen Urk nog een eiland was, was het uitsluitend bereikbaar per veerboot. In april 1890 begon de Kamper Stoomvaart Maatschappij een veerverbinding van Kampen via Urk naar Enkhuizen. Tot 1905 had deze maatschappij het alleenrecht, maar in 1905 werd door Urk een eigen veerbootmaatschappij opgericht, de Eerste Urker Stoomboot Maatschappij Urks Belang. In 1920 werd besloten tot een fusie waarbij de KSM werd geliquideerd. De nieuwe maatschappij leidde een moeizaam bestaan. Met de komst van toeristisch vervoer in de jaren dertig verbeterde de situatie iets en kon een bescheiden winst worden gemaakt. Door de oorlog en drooglegging van de Noordoostpolder moest de maatschappij in 1959 uiteindelijk worden opgeheven. Door een aantal Urkers werd daarna op kleinere schaal de veerdienst voortgezet, echter niet in de wintermaanden.[28] Anno 2024 bestaat in juli en augustus deze verbinding nog steeds en is Urk tweemaal per dag (behalve op zondag) ook nog te bereiken met de boot vanuit Enkhuizen.[29] Dit kan met het motorpassagiersschip De Zuiderzee of met de driemaster zeilboot Willem Barentsz.[30]

## Kunst
De Nederlandse schrijver van detectiveromans Appie Baantjer is geboren op Urk.
De Nederlandse schrijver, schilder en verzetsheld Willem Arondéus woonde gedurende de jaren 20 van de twintigste eeuw op Urk. Gedurende zijn verblijf schreef hij in 1922 twintig gedichten, die in 2001 postuum zijn gepubliceerd onder de titel Afzijdige strofen. Het van Urk afkomstige Noord-Hollandse CDA-Statenlid Meino Schraal (1974) heeft in 2004 de Willem Arondéuslezing in het leven geroepen. Deze lezing wordt elk jaar in het Haarlemse provinciehuis gehouden.
De schrijver en politiek activist Jef Last heeft omstreeks 1932 enige tijd op Urk gewoond. Hij was bevriend met de Franse Nobelprijswinnaar voor Literatuur, André Gide, die ook op Urk is geweest en gedichten op en over Urkers heeft geschreven. Gedurende deze periode schreef hij enige artikelen over Urk voor het nieuwsblad De Groene Amsterdammer. Geïnspireerd door zijn liefde voor een Urker visserman schreef hij de roman Zuiderzee. Deze roman beschrijft de liefde tussen twee vissermannen. Het verhaal speelt zich af op Urk en staat bekend als een van de eerste Nederlandse romans waarin homoseksuele liefde in alle openheid wordt beschreven.
De schrijver Klaas Norel heeft in zijn trilogie Engelandvaarders, over de Tweede Wereldoorlog, Urk veelvuldig beschreven. Hoofdpersonage Evert Gnodde is afkomstig van Urk en maakt hier het begin en einde van de oorlog mee.
De Belgische schrijver Matthias M.R. Declercq verbleef in 2019 een half jaar op Urk en schreef het boek ‘De ontdekking van Urk’ waarin het persoonlijk leven van de Urkers wordt beschreven. 

Portret van een Urker visser met schepen op de achtergrond. Ernst Leyden. 1920. aquarel. Collectie Zuiderzeemuseum

Vroeg in de vorige eeuw (1919-1921) verbleef kunstschilder Ernst Leyden enkele jaren op Urk. Hij liet zijn atelier uit het Gooi overbrengen, ontving er bevriende schilders zoals Jan Sluijters en schilderde het Urker leven.

## Aangrenzende gemeenten
| Aangrenzende gemeenten           | Aangrenzende gemeenten | Aangrenzende gemeenten | Aangrenzende gemeenten | Aangrenzende gemeenten |
| -------------------------------- | ---------------------- | ---------------------- | ---------------------- | ---------------------- |
|                                  |                        |                        |                        |                        |
|                                  |                        |                        |                        |                        |
| Enkhuizen (NH) (over IJsselmeer) | Noordoostpolder        |                        |                        |                        |
|                                  |                        |                        |                        |                        |
| Lelystad                         |                        |                        |                        | Dronten                |

## Trivia
- In 1656 bouwde de Kamer van Enkhuizen voor de VOC een galjoot genaamd de Urk. Dit schip zonk in 1661 op de rivier de Soulang in Taiwan, toen genaamd Formosa, tijdens een slag tegen de Chinezen onder leiding van Koxinga.[33]
- In 1988 werd een krater op Mars met een diameter van 2,8 kilometer naar Urk vernoemd.
- In 2016 werd de film Dunkirk van regisseur Christopher Nolan opgenomen voor de kust van het voormalige eiland.[34]